# Xã Paton, Quận Greene, Iowa
Xã Paton (tiếng Anh: Paton Township) là một xã thuộc quận Greene, tiểu bang Iowa, Hoa Kỳ. Năm 2010, dân số của xã này là 396 người.